# Lotononis perplexa
Lotononis perplexa là một loài thực vật có hoa trong họ Đậu. Loài này được (E.Mey.) Eckl. & Zeyh. miêu tả khoa học đầu tiên.